# XVIII legislatura del Regno d'Italia

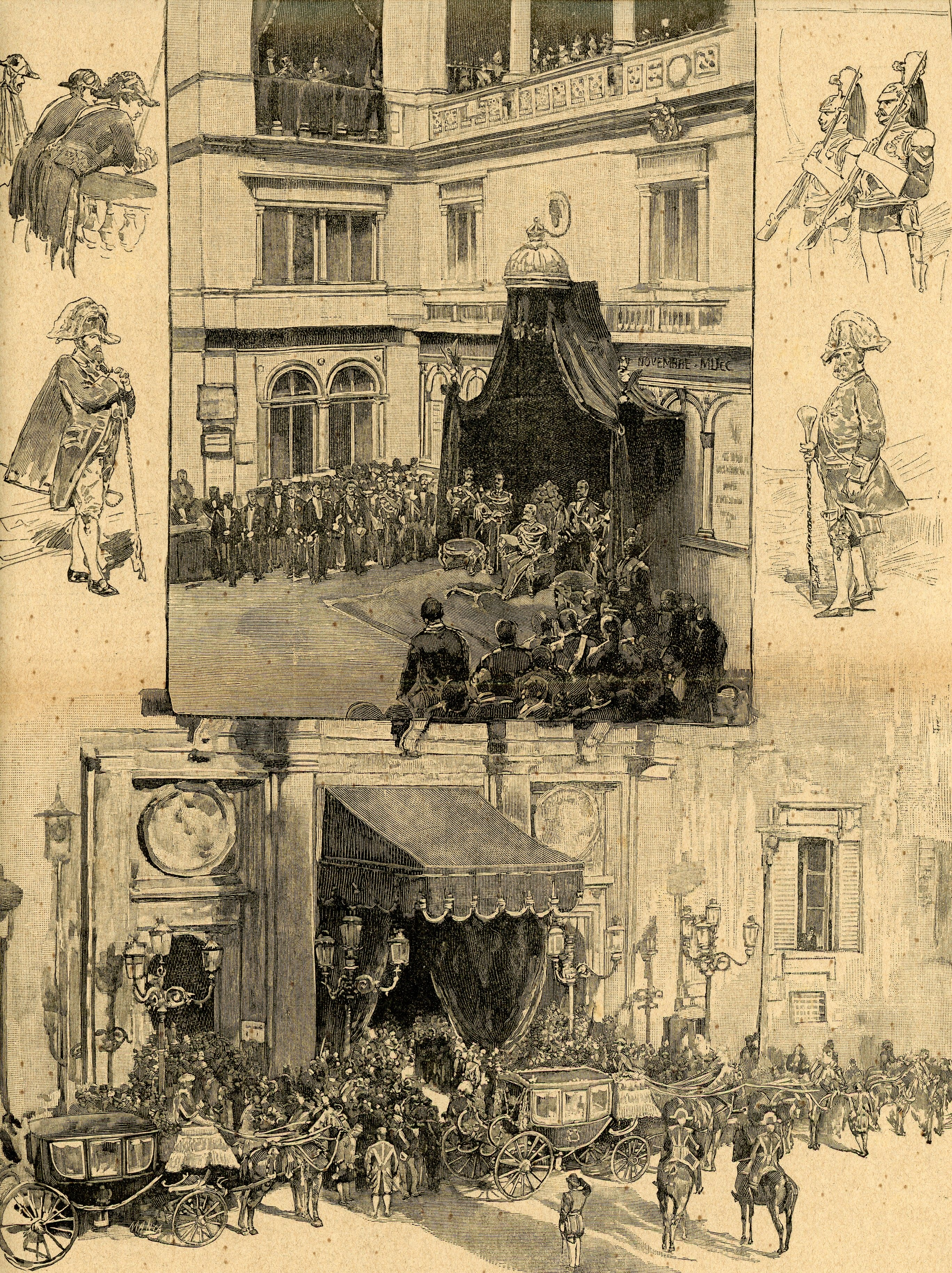
L’inaugurazione della XVIII Legislatura (23 novembre). Arrivo di S. M. a Montecitorio. S. M. legge il discorso della Corona (xilografia)

La XVIII legislatura del Regno d'Italia ebbe inizio il 23 novembre 1892 e si concluse l'8 maggio 1895.

## Governi
Governi formati dai Presidenti del Consiglio dei ministri su incarico reale.
1. Governo Giolitti I (15 maggio 1892 - 15 dicembre 1893), presidente Giovanni Giolitti (Sinistra storica)
  - Composizione del governo: Sinistra storica
2. Governo Crispi III (15 dicembre 1893 - 14 giugno 1894), presidente Francesco Crispi (Sinistra storica)
  - Composizione del governo: Sinistra storica
3. Governo Crispi IV (14 giugno 1894 - 10 marzo 1896), presidente Francesco Crispi (Sinistra storica)
  - Composizione del governo: Sinistra storica

## Parlamento

### Camera dei Deputati
I sessione
- Presidente
  - Giuseppe Zanardelli, dal 23 novembre 1892 al 20 febbraio 1894
  - Giuseppe Biancheri, dal 22 febbraio 1894

II sessione
- Presidente
  - Giuseppe Biancheri, dal 3 dicembre 1894

Nella legislatura la Camera tenne 318 sedute.

### Senato del Regno
I sessione
- Presidente
  - Domenico Farini, dal 23 novembre 1892

II sessione
- Presidente
  - Domenico Farini, dal 3 dicembre 1894

Nella legislatura il Senato tenne 147 sedute.